# Paragygrus tamagawanus
Paragygrus tamagawanus är en insektsart som beskrevs av Matsumura 1914. Paragygrus tamagawanus ingår i släktet Paragygrus och familjen dvärgstritar. Inga underarter finns listade i Catalogue of Life.